# NGC 948
NGC 948 је спирална галаксија у сазвежђу Кит која се налази на NGC листи објеката дубоког неба.
Деклинација објекта је - 10° 30' 50" а ректасцензија 2h 28m 45,4s. Привидна величина (магнитуда) објекта NGC 948 износи 13,7 а фотографска магнитуда 14,4. NGC 948 је још познат и под ознакама MCG -2-7-15, PGC 9431.